# Giprus agrestis
Giprus agrestis är en insektsart som beskrevs av Sawbridge 1975. Giprus agrestis ingår i släktet Giprus och familjen dvärgstritar. Inga underarter finns listade i Catalogue of Life.